# Гелгаудишкіс
Ґелґаудішкіс ( вимоваⓘ) — місто в самоуправлінні Шакяйського району Литви. Знаходиться за 15 км на північ від міста Шакяй. Місто знаходиться на південь від річки Німан.

## Назва
Gelgaudiškis — литовська назва міста. Версії назви іншими мовами включають польську: Giełgudyszki, білоруську: Гельгудішкі Gel'hudishki, ідиш : געלגודישק Gelgudishk.

## Історія

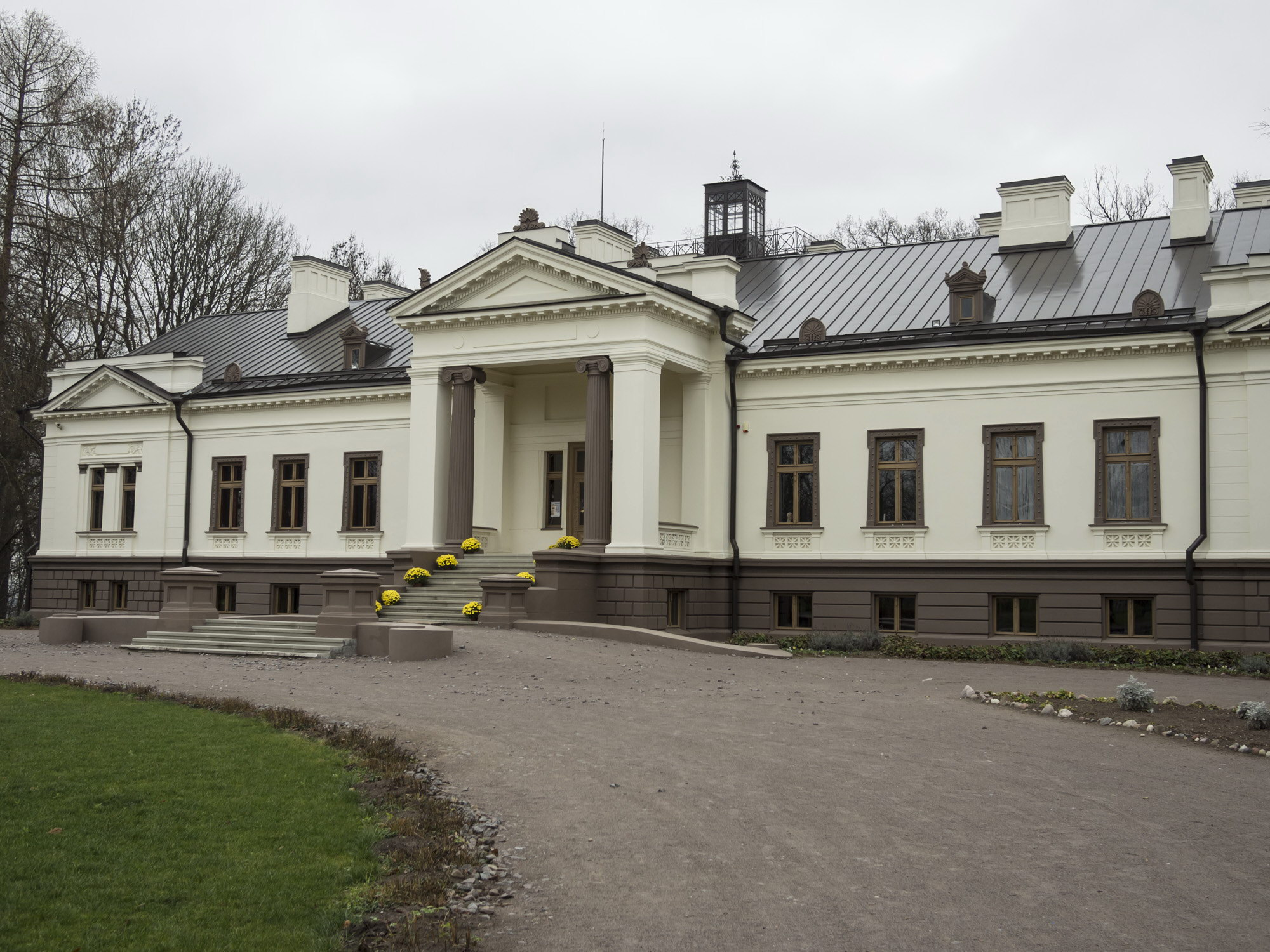
Садиба Гелгаудишкіс

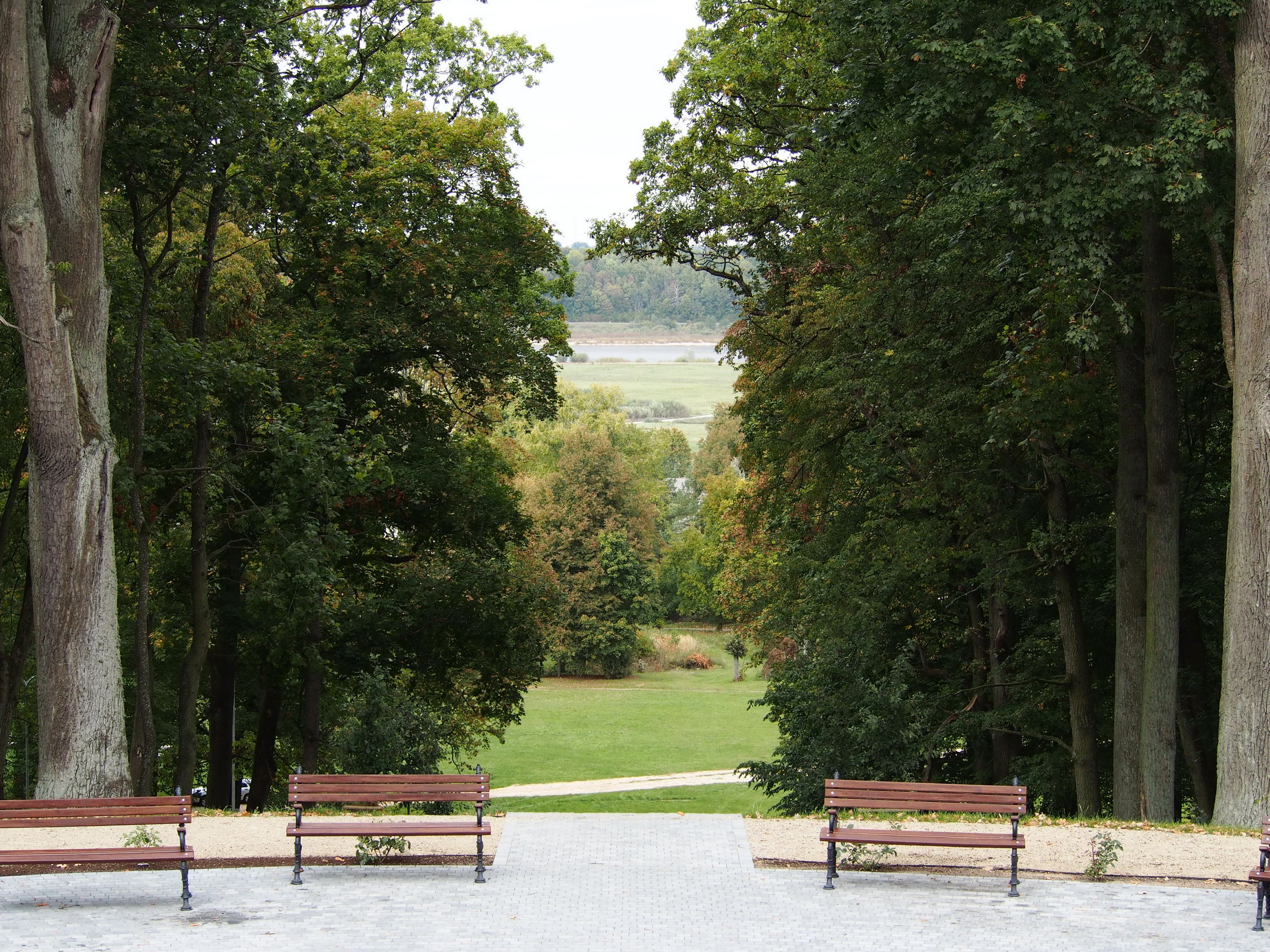
Садибний парк Гелгаудишкіса

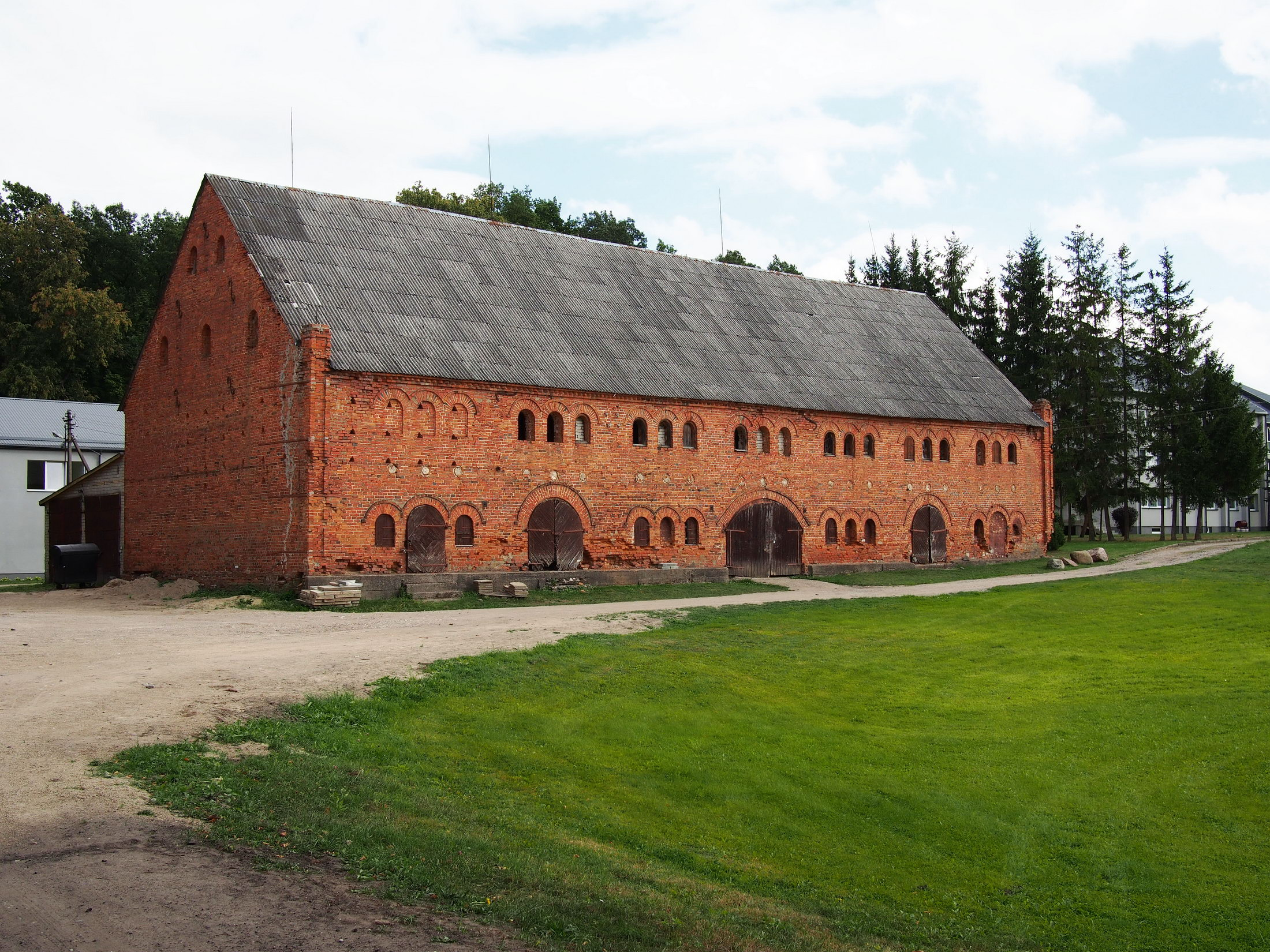
Сарай садиби Гелгаудишкіс

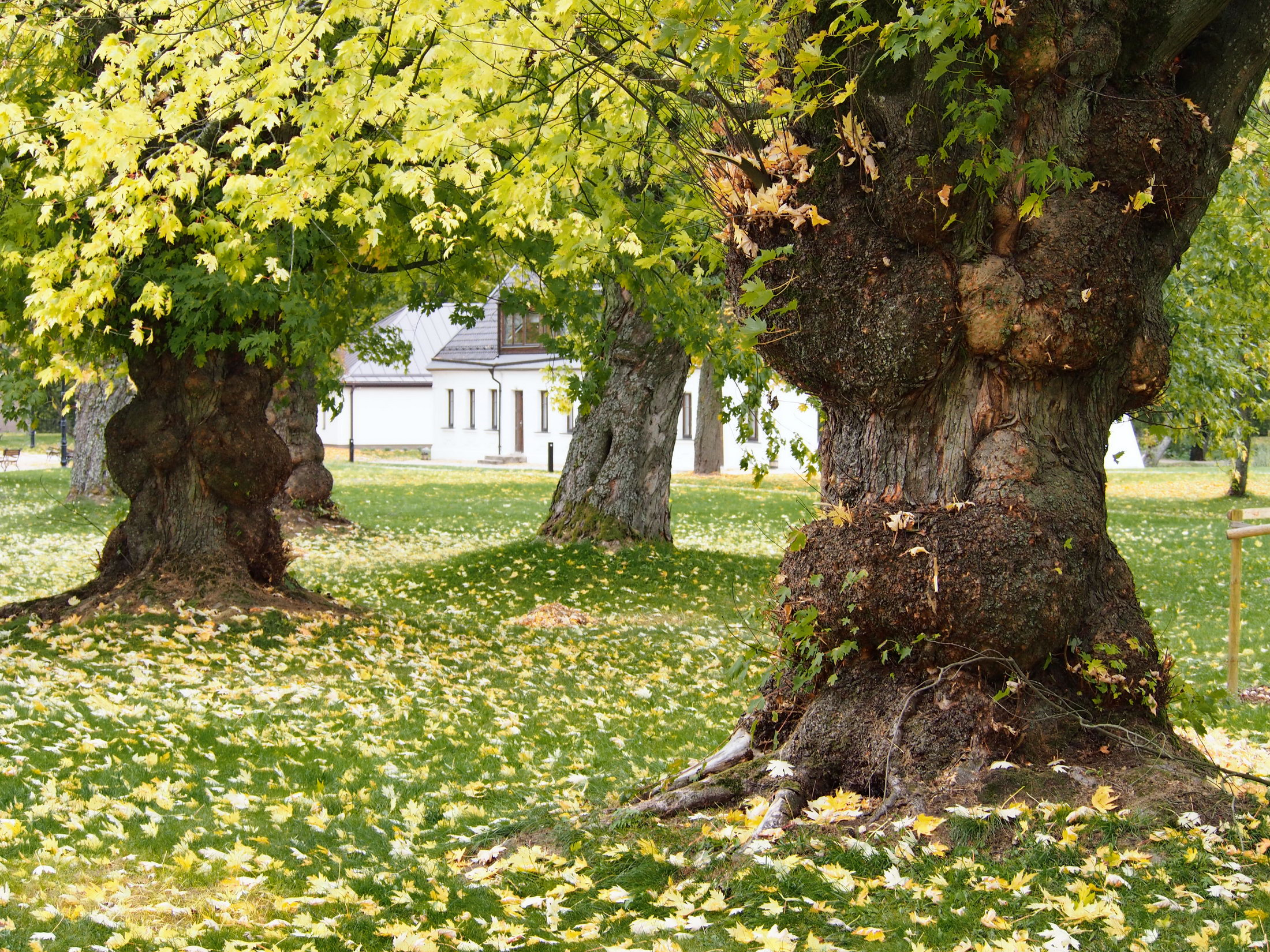
Алея сріблястих кленів

Археологічні розкопки показують, що люди тут жили вже у V — Х ст. За 4 км на захід від Ґелґаудішкіса — перша половина 1 тисячоліття — 15 століття (Маштайчий курган). Наприкінці XV ст. існувала садиба Скірнснемуне, заснована у 1413-1414 Юрґісом Ґелґаудасом. Великий князь литовський Олександр у 1504 віддав садибу шляхетному писареві Йонасу Йонасу Сапізі. Ця дата вважається датою заснування Ґелґаудішкіса. 
До кінця XIV століття територія слободи та садиби Ґелґаудішкіс, розташована на верхньому березі Німану, належала князям Великого князівства Литовського. У 1504 році король і великий князь Олександр Ягеллончик передав його в подарунок своєму королівському секретарю Сапіжичу, родоначальнику шляхтицького роду Сапіг. Згодом садиба належала родинам Мосальських, Дембінських, Озембловських, Ґелґудів, Чорторийських, пруських баронів фон Кеуделлів і, нарешті, родині Комарів (до початку Першої світової війни). У міжвоєнний період заклад було націоналізовано, тут розміщувався дитячий будинок, а згодом школа.
1578 у містечку Ґелґаудішкіс була збудована дерев’яна церква. У 1691, 1789 перебудовувалася, у 1864 згоріла. У 1635 Ґелґаудішкіс отримав ринновий привілей. У 1655 Ґелґаудішкіс був спустошений шведською армією. Наприкінці 18 століття садиба була розділена на садиби Аукштаїв і Земої Ґелґаудішкісів. Наприкінці 18 століття, після того як Ужнемуне було окуповане Пруссією, Ґелґаудішкіс був придбаний німецькою родиною Койделі ((нім.)).
У 1819 тут була створена парафіяльна школа. У 1867 перетворена на державну школу, з 1822 — євангельська школа. Протягом Листопадового  повстання 1830 — 1831 рр. Антанас Ґелґаудас зі своїм військом піднявся в Ґелґаудішкіс через Німан.
В середині 19 століття місто належало Російській імперії. З 1842 до 1846 на схилі Німана був збудований неокласичний Ґелґаудішкіський замок (Gelgaudiškis dvaras).
Наприкінці 19 століття був реконструйований парк, на центральній площі якого сходилося 8 проспектів. У 1863 — 1950 Ґелґаудішкіс був центром повіту. У 1868  побудована Церква Воздвиження Хреста (Gelgaudiškis St.). До початку XX століття Ґелґаудішкіс був приватним маєтком.
З 1864 до 1904 під час заборони литовської преси, пресу поширювали в околицях Ґелґаудішкіса о. Францискіс Бучіс, М. Челкіс, С. Черкис, А. Ґрібас, Я. Кібартас. У 1905 у Ґелґаудішкісі та околицях  страйкувало близько 400 робітників маєтків. Під час Першої світової війни в центрі Ґелґаудішкіса було засновано дитячий притулок, який працював деякий час після Другої світової війни. У 1927 було відкрите поштове відділення. Працював один із найбільших цегельних заводів Литви.
У 1920 заснована початкова школа, починаючи з 1945 — середня школа, 1949 — семирічна школа, з 1952 — середня школа. 1946 заснована бібліотека.
Після Другої світової війни в околицях Ґелґаудішкіса діяли литовські партизани Тауразького району («Žalgirio rinkintinė»). З 1957 до 1999 працювала лікарня, нині залишився диспансер. Є філія художньої школи Šakių, ясла-садок, будинок культури.
15 травня 1958 Ґелґаудішкіс став селищем міського типу. 2003 затверджений Герб Ґелґаудішкіса.
Палац у стилі класицизму був побудований у першій половині ХІХ століття родиною фон Кейделлів. Після пожежі 1979 р. палац відбудовано і звідтоді він залишається безлюдним. Його оточує сад і лісопарк площею 112 га, що веде до Німану (лит. Nemunas).
Місто та прилеглий замок згадуються Джоном Ґілґудом у книзі "The Authorized Biography" (автор Шерідан Морлі) як батьківщина актора, звідки походить його прізвище.

## Архітектура
Вулична мережа міста прямокутна. Найважливіші будівлі:
- 1868 —Хрестовоздвиженська церква, мурована неоготика (Gelgaudiškis St.), її дзвін відлитий 1695 майстром С. Шорсом.
- ХІХ ст. — неокласична садиба з французьким парком, пам'ятка культурної спадщини, що охороняється державою:
- 1846 — одноповерховий цегляний садибний будинок, протяжного прямокутного плану, з двома наріжними [[ризалітами та роялем, портиком на головному фасаді з двома колонами. Всередині кімнати  навколо двох вестибюлів розташовані напіванфілади; стелі та двері залів прикрашені орнаментом у сучасному стилі.
- Інші садибні будівлі: склад, сарай, теплиця, кухня, контора, підвал.

### Національний склад
| У 2011 в місті проживав 1761 чол. : - Литовці – 97,95% (1725); - білоруси - 0,79% (14); - Росіяни - 0,62% (11); - Інше - 0,62% (11). | У 2001 в місті 2029 проживало осіб: - Литовці – 97,97% (1988); - Росіяни - 0,88% (18); - білоруси - 0,73% (15); - Інші - 0,39% (8). |